# Phractura longicauda
Phractura longicauda és una espècie de peix de la família dels amfílids i de l'ordre dels siluriformes.

## Morfologia
Els mascles poden assolir els 7,7 cm de llargària total.

## Hàbitat
Viu en àrees de clima tropical entre els 23 i els 28 °C de temperatura.

## Distribució geogràfica
Es troba a Àfrica: rius costaners del sud del Camerun, Guinea Equatorial i conca del riu Congo.